# 국도 제20호선 (베트남)
국도 제20호선(Quốc lộ 20)은 총연장 264 km로, 동나이성 통녓현의 저우자이 분기점에서 출발하여 럼동성 달랏시까지 이르는 국도이다. 1933년에 건설된 20번 국도는 바오록과 프렌을 포함한 많은 가파른 고개들을 가지고 있으며, 동나이성과 럼동성 2개 성의 영역을 통과한다. 20번 국도는 많은 고무나무 숲, 소나무 숲, 열대림, 산업 정원, 광활한 차와 커피를 재배하는 언덕을 통과한다.
특히 20번 국도는 평야, 낮은 고원, 고도 100 ~1,500m에 이르는 고원 등의 지형이 가장 많이 분포되어 있는 노선이다.
20번 국도는 저우자이 교차로에서 출발하여, 동나이성 통녓현에 이르며, 여기서 국도 제1A호선과 교차하여 던즈엉현 던즈엉 분기점에서 국도 제27호선과도 접촉하고 있는 교차로까지 이어준다.